# Bronssoldaten

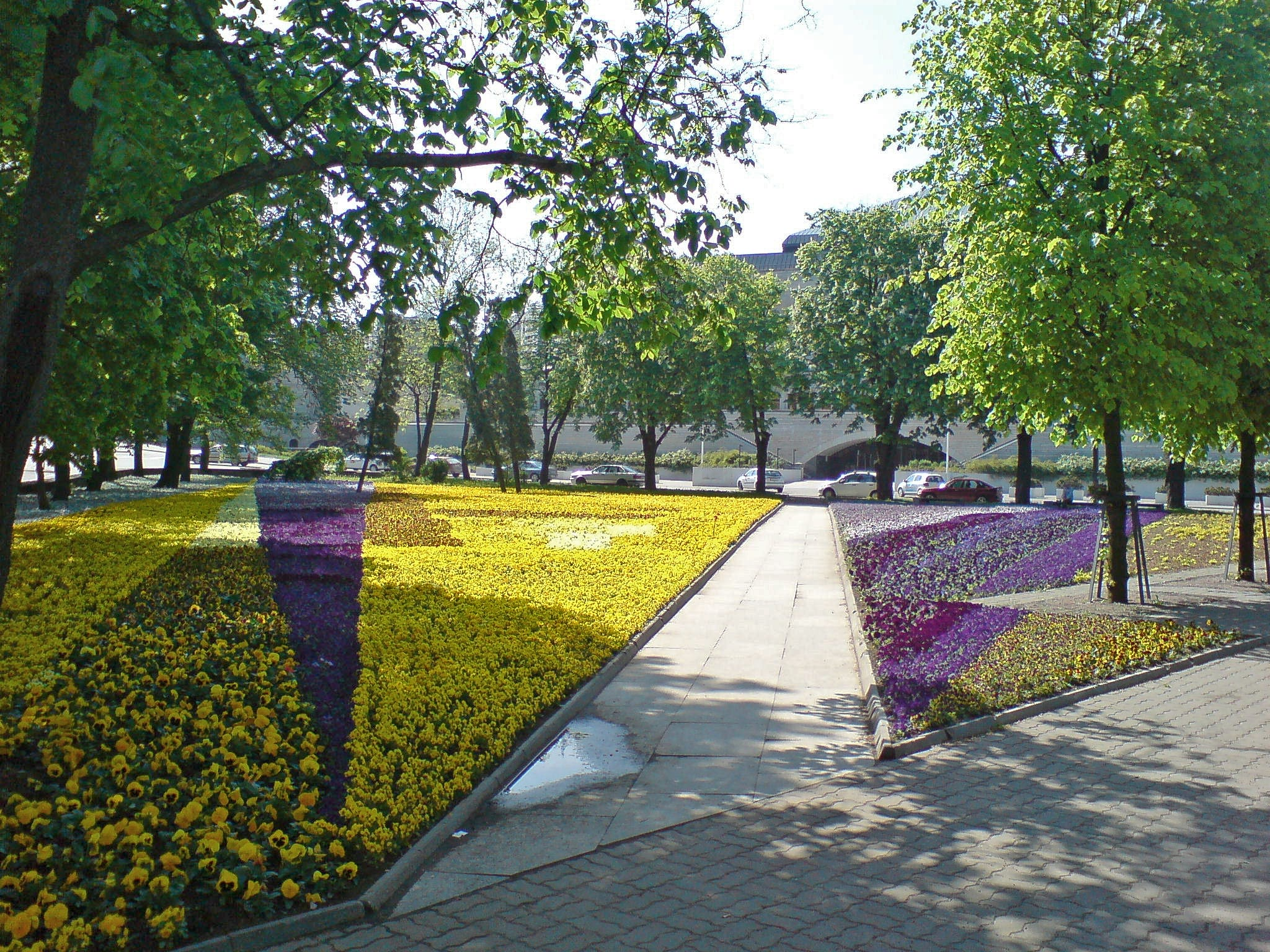
Blomplantering på monumentets tidigare plats (Tõnismägi).

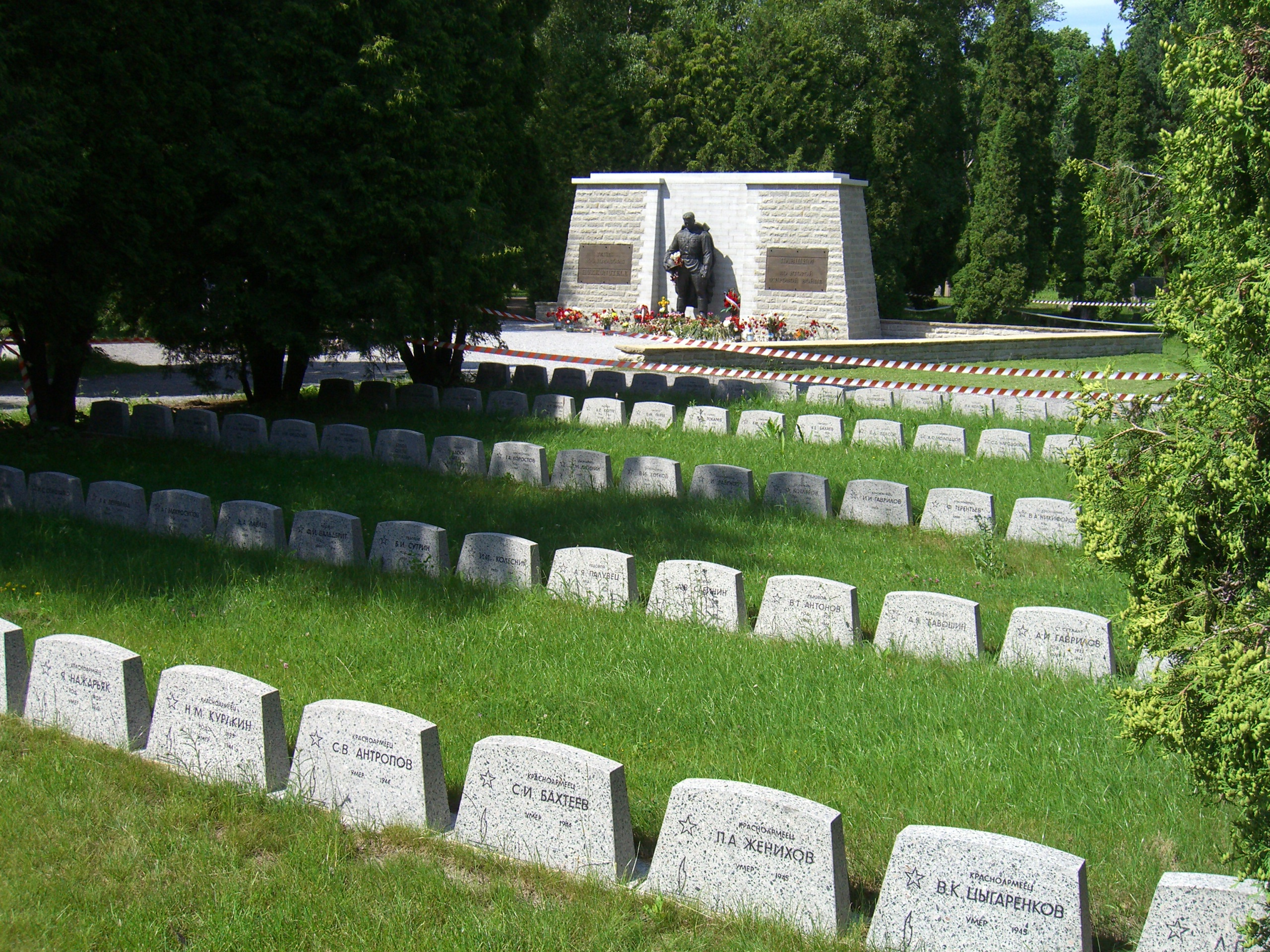
Bronssoldaten på sin nya plats, den 25 juni 2007

Bronssoldaten (estniska: Pronkssõdur), ursprungligen Monumentet över Tallinns befriare (estniska: Tallinna vabastajate monument, ryska: Монумент освободителям Таллина), kallas ibland också Tõnismäemonumentet, är en staty föreställande en soldat i sovjetisk militäruniform. I folkmun kallas statyn ibland Aljosja. Under statyn finns askan och lämningar av stupade sovjetiska soldater. Gravmonumentet är även en form av "den okände soldatens grav". Statyn restes den 22 september 1947 på Tõnismägi i centrala Tallinn i Estland som ett minnesmärke över Röda arméns seger över Nazityskland 1945, men av många estländare sågs den istället som en symbol för den sovjetiska ockupationen och annekteringen av Baltikum som följde fram till 1991.
Många ester roas av att soldaten starkt påminner om brottaren Kristjan Palusalu som under andra världskriget hoppade av från Röda armén och gick över till den finländska sidan. Skulptören Enn Roos har dock aldrig medgett att Palusalu var förebild för statyn. Efter kontrovers flyttades statyn 2007 till Estlands försvarsmakts kyrkogård (Kaitseväe kalmistu) i Tallinn.

## Kontrovers och händelser 2007
Trots politisk kontrovers bestämde Estlands regering i april 2007 att påbörja förberedelser för att förflytta statyn. Även om initiativet funnits sedan vintern hade ingen specifik tidsplan lagts ut i förväg. Bråk om huruvida flytten var lämplig eller ej ledde till massprotester och två nätter av de värsta kravaller som Estland någonsin sett. Under den första nattens upplopp bestämde den estländska regeringen under ett krismöte att nedmontera statyn omedelbart. Tidigt på morgonen den 27 april 2007 hade statyn transporterats bort för tillfällig förvaring på hemlig ort och på eftermiddagen hade stenmuren nedmonterats. 
På eftermiddagen den 30 april placerades statyn ut på sin nya plats på Estlands försvarsmakts kyrkogård i Tallinn. (Koordinater: 59°25′17.99″N 24°45′55.67″Ö / 59.4216639°N 24.7654639°Ö) Återuppbyggnaden av stenmuren (mastaban) och begravningen av kvarlevorna från personerna hittade under monumentet förväntades bli klart under juni.
En tyst öppningsceremoni för det omplacerade monumentet genomfördes den 8 maj – ett symboliskt datum då det är Segerdagen 1945 – i närvaro av bland andra Estlands premiärminister och utländska ambassadörer. Veteraner från Röda armén firar dock dagen på ett senare datum, den 9 maj.
Bygget av en ny stenmur till monumentet påbörjades den 23 maj 2007, och statyn flyttades då tillfälligt något tiotal meter på kyrkogården. Den 3 juli 2007 jordfästes kvarlevorna från personerna som hittats under monumentet, utom de vars nu levande släktingar hittats genom DNA-analys och som önskat få kvarlevorna av sina anhöriga överlämnade för att begravas på andra platser.

## Massgraven
Den 25 september 1944 begravdes kvarlevorna från två sovjetiska soldater i mitten av Tõnismägi-kullen. Ytterligare kvarlevor från sovjetiska soldater grävdes ner i april 1945. Efter begravningen av soldaterna döptes området till "Monumentet över Tallinns befriare" den 12 juni 1945. Soldatmonumentet i brons ställdes upp drygt två år senare. Det exakta antalet och namnen på de som begravts hade inte utretts med säkerhet förrän utgrävningen 2007, även om Estlands utrikesdepartement beordrat en historisk undersökning 2006. Enligt officiella handlingar föll följande 13 soldater under andra världskriget och begravdes sedan i området under april 1945:
- Mikhail Kulikov (Михаил Петрович Куликов) – 657:e regementet, född 1909 i Morsjansk, guvernementet Tambov. Död 22 september 1944.
- Ivan Sysojev (Иван Михайлович Сысоев) – 657:e regementet, född 1889 i byn Topsa, guvernementet Archangelsk. Död 22 september 1944.
- Dmitri Belov – 125:e divisionen (död i ett slag 45 km från Tallinn, september 1944)
- Konstantin Kolesnikov (Константин Павлович Колесников) – 125:e divisionen (död 21 september 1944 i ett slag 45 km från Tallinn). Född 1897 i Zhilaya Kosa, Stalingrad oblast.
- Kapten Ivan Serkov (Иван Степанович Серков) – 79:e lätta artilleribrigaden (död 21 september 1944 i ett slag 45 km från Tallinn). Född 1922, Rjazan oblast.
- Major Vasilij Kuznetsov (Василий Иванович Кузнецов) – kommendör över 1222:e artilleriregementet. Född 1908 i Ivanovo oblast. Död 22 september 1944.
- Löjtnant Vasilij Volkov (Василий Егорович Волков) – kommendör över granatkastarpluton (125:e divisionen). Född 1923 i Kalinin oblast. Död 22 september 1944.
- Kapten Aleksei Brjantsev (Алексей Матвеевич Брянцев) – 125:e divisionen. Född 1917 i Altaj kraj. Död 22 september 1944.
- Sergeant Stepan Hapikalo (Степан Илларионович Хапикало) – stridsvagnskommendör från 26:e tankregementet (dog av officiella militära källor av en sjukdom). Född 1920 i Poltava oblast. Död 28 september 1944.
- Förste sergeant, sjukvårdare Jelena Varsjavskaja (Елена Михайловна Варшавская) – sjukvårdsassistent i 40:e granatkastarregimentet (död 22 eller 23 september 1944 i Tallinn). Född 1925 i Poltava oblast.
- Sergeant Aleksandr Grigorov – död 7 mars 1945
- Kotelnikov – ingen information
- Löjtnant I. Lukanov – ingen information

Den 2 maj gick Estlands utrikesdepartement ut med att 12 personers kvarlevor grävts upp och skulle begravas på samma kyrkogård där bronssoldaten placerats. Arkeologer som utfört utgrävningarna har bekräftat att inga mer begravningar har utförts omkring monumentet.